# Огнезащита деревянных конструкций

## Огнезащита деревянных конструкций
Существует три способа защиты древесины от огня:
- конструктивная огнезащита (увеличение сечений элементов, конструктивные решения узлов);
- облицовка строительных конструкций теплозащитными экранами (ЦСП, маты, эмаль, вспучивающаяся краска и лак); ,
- химические способы (с применением огнезащитных пропиток).

В данной статье рассмотрим химические способы огнезащиты древесины и метод облицовки строительных конструкций

## Задачи огнезащиты
- Предотвращение возгорания
- Прекращение развития начальной стадии пожара
- Создание «пассивной локализации» пожара

### Классификация огнезащитных составов (химические способы защиты)
Огнезащитные составы для древесины делятся на группы в зависимости от эффективности защиты от огня:
- I группа — обработка древесины составом I группы — получение трудносгораемой древесины (потеря массы опытного образца при сгорании в определённых методикой условиях не более 9 %);
- II группа — обработка древесины составом II группы — получение трудновоспламеняемой древесины (потеря массы от 9 % от 25 %);
- III группа — составы, которые по результатам огневых испытания не относят к огнезащитным.[1]

Сертификация средства огнезащиты древесины и материалов на ее основе обязательна для обращения на рынке ЕАЭС.

## Область применения огнезащитных составов
- Обработка стропильной системы зданий
- Обработка половых досок, стен и др. деревянных поверхностей внутри и снаружи помещений
- Обработка пиломатериалов при их длительном складировании на открытом воздухе, а также при длительной транспортировке
- Обработка внутренней поверхности чердаков, складов, амбаров
- Обработка "в зонах риска": наружные поверхности стен, внутренние неотапливаемые конструкции
- Внутренняя обработка бань и саун

## Ограничения по применению огнебиозащитных составов
Составы нельзя наносить на влажную древесину (влажностью до 20 %, подробнее про влажность древесины см. свойства древесины).
Не стоит наносить огнезащитные составы на поверхности, ранее окрашенные ЛКМ.
Не наносить составы для древесины на пластик, металл, бетон, штукатурку, электрический кабель, шпатлёвку, кирпич.